# Silene suaveolens
Silene suaveolens là loài thực vật có hoa thuộc họ Cẩm chướng. Loài này được Turcz. ex Kar. & Kir. miêu tả khoa học đầu tiên năm 1842.